# 인딜라
아딜라 세드라이아 (프랑스어 발음: [adila sedʁaja], 1984년 6월 26일 출생)는 인딜라([indila])라는 예명으로 활동하는 프랑스의 싱어송라이터이자 레코드 프로듀서이다. 데뷔 전 여러 음악가들과 협업하여 보컬과 작사 작업을 했으며, 2013년 12월 첫 싱글 〈Dernière danse〉(한국어: 〈마지막 춤〉)를 발표했다. 이 곡은 프랑스 SNEP 차트에서 2위를 기록했으며, 발매 10년 후인 2023년 12월, 유튜브에서 10억 조회수를 돌파한 최초의 프랑스어 노래가 되었다. 그녀는 2014년 2월 데뷔 앨범 《Mini World》를 발매했다.

## 생애
아딜라 세드라이아는 1984년 6월 26일 프랑스 파리에서 알제리계 부모 사이에서 태어났다. 어머니는 간병인이었으며, 할머니는 결혼식에서 노래를 불렀다. 그녀에게는 두 명의 언니가 있다. 인딜라는 자신이 알제리, 캄보디아, 인도, 이집트 혈통을 가졌다고 주장하며 스스로를 "세계의 아이"라고 표현한다. 가수로 데뷔하기 전에는 Marché international de Rungis에서 관광 가이드로 일한 바 있다. 그녀는 예명이 인도에 대한 깊은 애정에서 비롯되었다고 설명했다.
모국어인 프랑스어 외에도 인딜라는 영어로도 보컬을 선보였으며, Youssoupha와 함께한 〈Dreamin〉, DJ Abdel과 함께한 〈Bye Bye Sonyé〉에서 영어 가창을 맡았다. 또한 TLF의 〈Criminel〉과 Rohff의 〈Thug mariage〉에서는 우르두어 후렴구를 노래했다.

## 활동
인딜라는 프로듀서 스칼포비치(Skalpovich)와의 만남을 통해 랩 음악계에 입문하게 되었으며, 이후 여러 프랑스 래퍼들과 협업하게 되었다. 인딜라는 2009년경부터 비타아(Vitaa)의 〈Invitaation〉, 랄제리노(L'Algérino)의 〈Trinité〉, 로프(Rohff)의 〈Thug mariage〉, 소프라노(Soprano)의 〈Hiro〉에서 보컬을 맡았으며, 애드미럴 T(Admiral T)의 〈J'ai besoin d'y croire〉 등의 곡을 작곡했다. 이 중 〈Hiro〉는 그녀의 첫 번째 히트곡으로, 프랑스 차트에서 26위, 벨기에 차트에서 27위를 기록했다. 이후 3년 동안 네스비얼(Nessbeal)의 〈Poussière d'empire〉, TLF의 〈Criminel〉, OGB의 〈Press pause〉, DJ 아브델(DJ Abdel)의 〈Bye Bye Sonyé〉, 유수파(Youssoupha)의 〈Dreamin〉(프랑스 SNEP 차트 14위 기록), 악셀 토니(Axel Tony)의 〈Ma Reine〉 등 여러 프랑스 래퍼 및 DJ들과 협업을 이어갔다.
또한 인딜라는 마트 포코라(Matt Pokora)의 〈Plus Haut〉, 악셀 토니와 튀니시아노(Tunisiano)의 협업곡 〈Avec Toi〉를 작곡했으며, 이 곡들에서는 본명인 "아딜라 세드라이아(Adila Sedraïa)"로 크레딧에 올랐다. 스칼포비치가 프로듀싱한 〈Avec Toi〉는 2012년 11월 프랑스 차트에서 7위를 기록했다.
2013년 11월, 인딜라는 데뷔 싱글 〈Dernière danse〉를 발표하며 본격적인 솔로 활동을 시작했다. 이 곡은 빠르게 인기를 얻어 2014년 1월 4일 프랑스 차트에서 톱 10에 진입했고, 같은 해 1월 18일 2위에 올라 3월 22일까지 해당 순위를 유지했다. 2015년 4월까지 프랑스 차트 톱 200에 77주 연속 머물렀다. 프랑스 외에서도 큰 성공을 거두며 2014년 2월 말에는 그리스와 루마니아의 아이튠즈 차트 1위, 터키에서는 2위를 기록했다. 2013년 12월 4일 공개된 〈Dernière danse〉의 뮤직비디오는 2014년 7월 30일 유튜브 조회수 1억 회를 돌파했으며, 2025년 3월 15일 기준 11억 회 이상의 조회수를 기록하고 있다. 특히 틱톡에서 큰 인기를 끌며 조회수가 꾸준히 증가했다.
2014년 2월, 인딜라는 첫 정규 음반 《Mini World》를 발표했다. 이 음반에서 〈Dernière danse〉 외에도 〈Tourner dans le vide〉(프랑스 차트 13위), 〈S.O.S〉(프랑스 차트 8위)가 히트했다. 《Mini World》는 발매 첫 주 프랑스에서 가장 많이 판매된 음반이었으며, 같은 해 10월 11일까지 프랑스 베스트셀러 톱 10에 머물렀다. 2014년 11월, 오케스트라 버전의 〈Tourner dans le vide〉와 〈Love Story〉, 〈S.O.S〉의 어쿠스틱 버전, 라이브 영상이 포함된 한정판 CD/DVD가 발매되었다. 2015년 2월에는 기존 곡들과 두 개의 신곡, 그리고 추가 신곡이 포함된 또 다른 한정판이 출시되었다. 《Mini World》는 프랑스에서 2014년 연간 음반 판매량 3위를 기록했으며, 폴란드에서 해당 연도 최다 판매 음반, 벨기에에서 2위에 올랐다.
2014년 10월, 인딜라는 MTV 유럽 뮤직 어워드에서 "베스트 프렌치 아티스트"상을 수상했다. 2015년 2월, 《Mini World》는 제30회 빅투아르 드 라 뮤지크에서 "올해의 신인 음반"으로 선정되었다. 같은 해, 인딜라는 유럽 국경을 넘은 신인 아티스트들에게 수여되는 유러피언 보더 브레이커 어워드(EBBA)를 수상했다.
5년간의 공백 후, 2019년 8월 23일 인딜라는 신곡 〈Parle à ta tête〉로 복귀했다. 해당 곡의 뮤직비디오는 같은 해 11월 14일 공개되었다.
2021년 4월, 인딜라는 아미르(Amir)와 함께한 듀엣곡 〈Carrousel〉을 발표했다. 2023년 1월, 자호(Zaho)는 음반 《Résilience》에 수록된 인딜라와의 듀엣곡 〈Roi 2 cœurs〉를 공개했다.